# Черничкін Борис Васильович
Борис Васильович Черничкін (1928 — ?) — український радянський і партійний діяч. 1-й секретар Севастопольського міського комітету Компартії України (1977—1984). Депутат Верховної Ради  Української РСР 10-го скликання. Член ЦК КПУ в 1981—1986 роках.

## Біографія
Освіта вища. Закінчив Одеське вище інженерне морське училище.
З 1950 року — виконроб, технолог планово-виробничого відділу тресту «Дальтехфлот»; старший виконроб судноремонтного заводу в місті Находці Приморського краю РРФСР; старший технолог цеху, начальник планово-виробничого відділу на судноремонтних підприємствах.
Член КПРС з 1954 року.
З 1961 року — начальник виробничо-диспетчерського відділу на Севастопольському Морському заводі імені Серго Орджонікідзе.
До 1977 року — 2-й секретар Севастопольського міського комітету КПУ.
У 1977—1984 роках — 1-й секретар Севастопольського міського комітету Компартії України.
З 1984 року — інженер Севастопольського Морського заводу імені Серго Орджонікідзе.
Потім — на пенсії.
У 1980—1985 роках — депутат Верховної Ради  Української РСР 10-го скликання, виборчий округ 342 Нахімівського району міста Севастополя. 10—12 лютого 1981 року був делегатом XXVI з'їзд КП України. (Київ).

## Автор
- "Знамя отцов несут сыновья" / Б. В. Черничкин ; (Лит. запись Е. Г. Юрздицкой) 97 с. 16 см. Симферополь Таврия 1981